# خیابان (منظر)

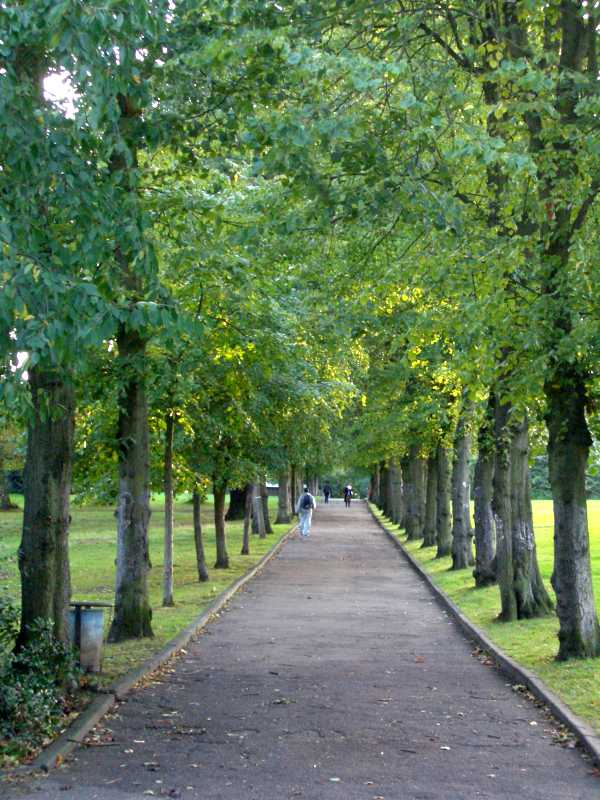
منظری در پارک الکساندریا در لندن.

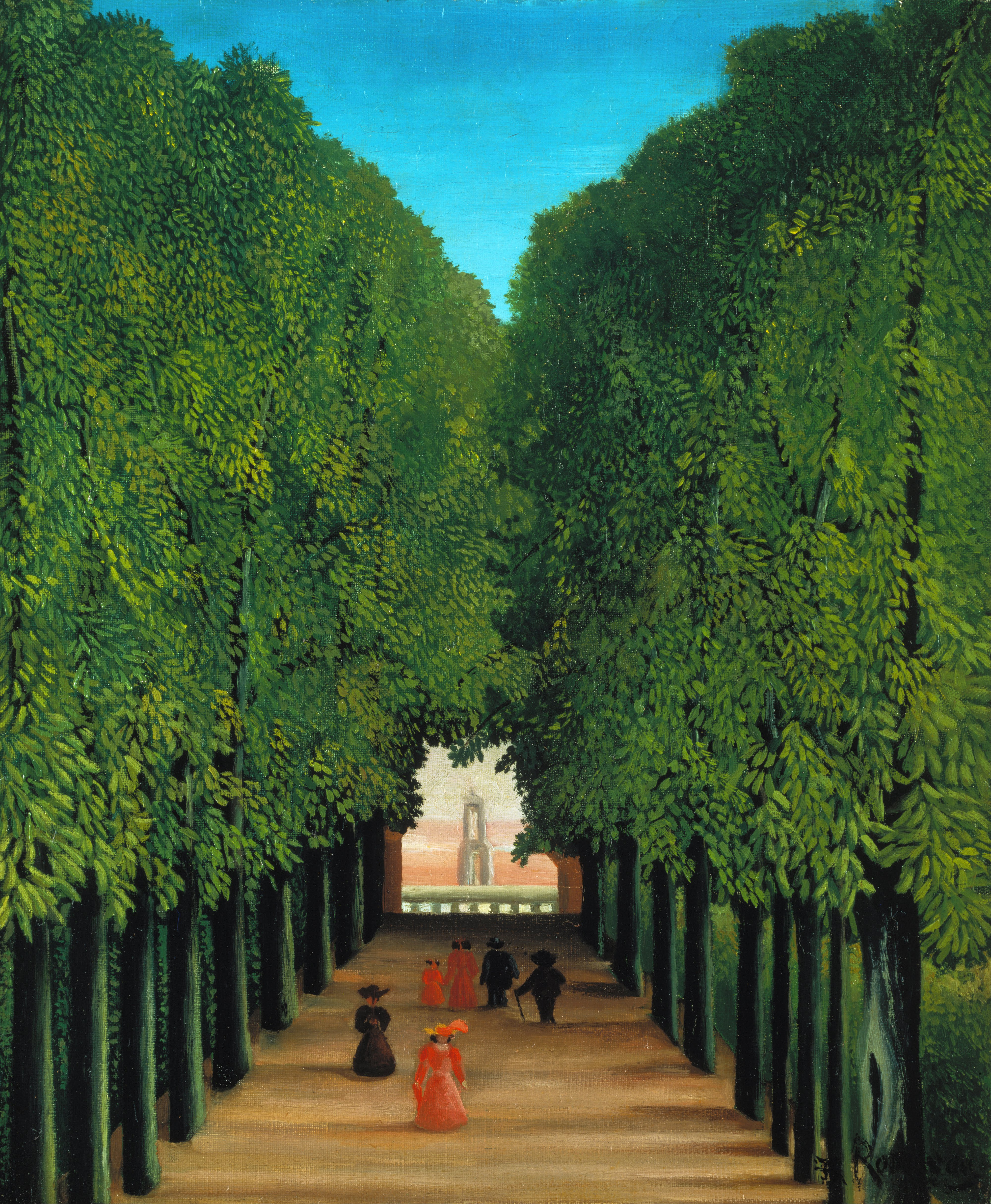
خیابان منظر در پارک سن-کلو، نام تابلویی نقاشی از آنری روسو، نقاش پسادریافتگر فرانسوی به سال ۱۹۰۸ میلادی است. اثر مسیری در پارک سن-کلو با درختان بزرگ در امتداد دو طرف را به تصویر کشیده‌است. این اثر اکنون در مالکیت موزه اشتادل قرار دارد.

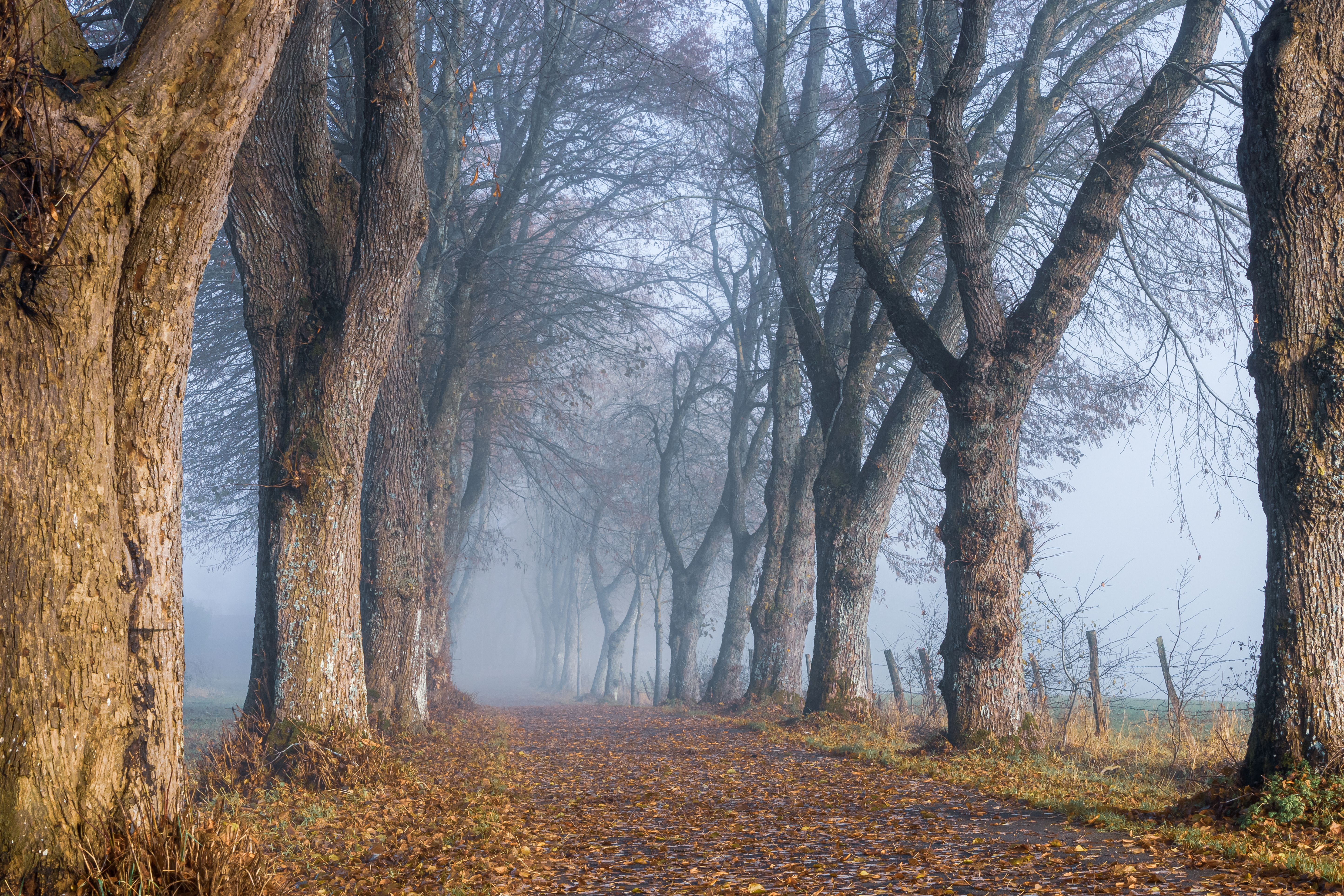
نگاره‌ای از از یک منظر در فصل پاییز دالم، از مناطق برلین، آلمان.

اَوِنوو (به انگلیسی: Avenue) در معماری منظر، یک خیابان یا کوچه با مسیر مستقیمی با خطی از درختان یا بوته‌های بزرگ در امتداد دو طرف است، که همان‌طور که منبع فرانسویش «ونر» (آمدن) نشان می‌دهد، برای تأکید برآمدن، یا رسیدن به یک منظره یا معماری استفاده می‌شود. در بیشتر موارد، درختان کاشته شده در خیابان برای ظاهر یکنواخت بخشیدن به کل طول خیابان، همه از یک نوع خواهند بود. واژه فرانسوی «اَلی» برای خیابان‌های داخل پارک و مناظر باغات، و همچنین بلوارهایی مثل گراده الیگ در کوبک سیتی، کانادا، «بولونا الی» در زاگرب و «کارل ماکس الی» در برلین، استفاده می‌شود.

## تاریخچه
خیابان یکی از قدیمی‌ترین بافت‌ها در تاریخ شهرها است. یک خیابان از «اسفینکسس» هنوز هم به سمت آرامگاه «فارو هاتشپستو» (تاریخ مرگ ۱۴۵۸ قبل از میلاد مسیح) می‌رسد؛ ورودی «اسفینکس» راببینید. خیابان‌ها به‌طور مشابه به وسیلهٔ شیرهای نگهبان سنگی که به آرامگاه «مینگ» در چین می‌رسد، تعریف می‌شوند. باستان‌شناسان بریتانیایی معیارهای خاصی را برای خیابان‌ها – خیابان (باستان‌شناسی)، در بافت باستانی بریتانیا، در نظر گرفته‌اند.
در طراحی منظر باغ «آ لا فرانسیس باروک»، درختان همراه خیابان‌ها هم مرکز با چشم‌انداز هستند. خیابان‌های باغات «ورسایلس یا هِت لو» را ببینید. بقیه چشم‌اندازهای فرانسوی و هلندی در اواخر قرن ۱۷، در آن زمین کاملاً مسطح و منظم، به‌طور طبیعی به خیابان تبدیل شده‌اند؛ «مایندرت هوبما»، در خیابان «میدل هارنیس»، ۱۶۸۹. همچنین خیابانی را در منطقه روستایی نشان می‌دهد که به‌طور مرتب در فواصل منظم به وسیلهٔ ردیف درختان جوان که با دقت زیاد شاخ و برگ گرفته‌اند شکل گرفته؛ نقطه ناپیدای وسط آن ناشی از تمایل خیابان برای جلب توجه نظاره‌کننده به سمت آن، است.
خیابان ولیعصر در تهران جزو طولانی‌ترین خیابان‌های جهان است. این خیابان در زمان سلطنت رضاشاه به طول ۱۷.۳ کیلومتر، با ۶۰ هزار اصله درخت چنار پوشیده شد. گرچه امروزه بسیاری از درختان خیابان ولیعصر خشک شده و یا قطع ‌شده‌اند، اما مناطقی از ان هنوز باقیست که چنارهای کهن‌سال و سر به فلک کشیده زیبایی خیره‌کننده ای را خلق کرده‌اند.

## نام خیابان‌ها

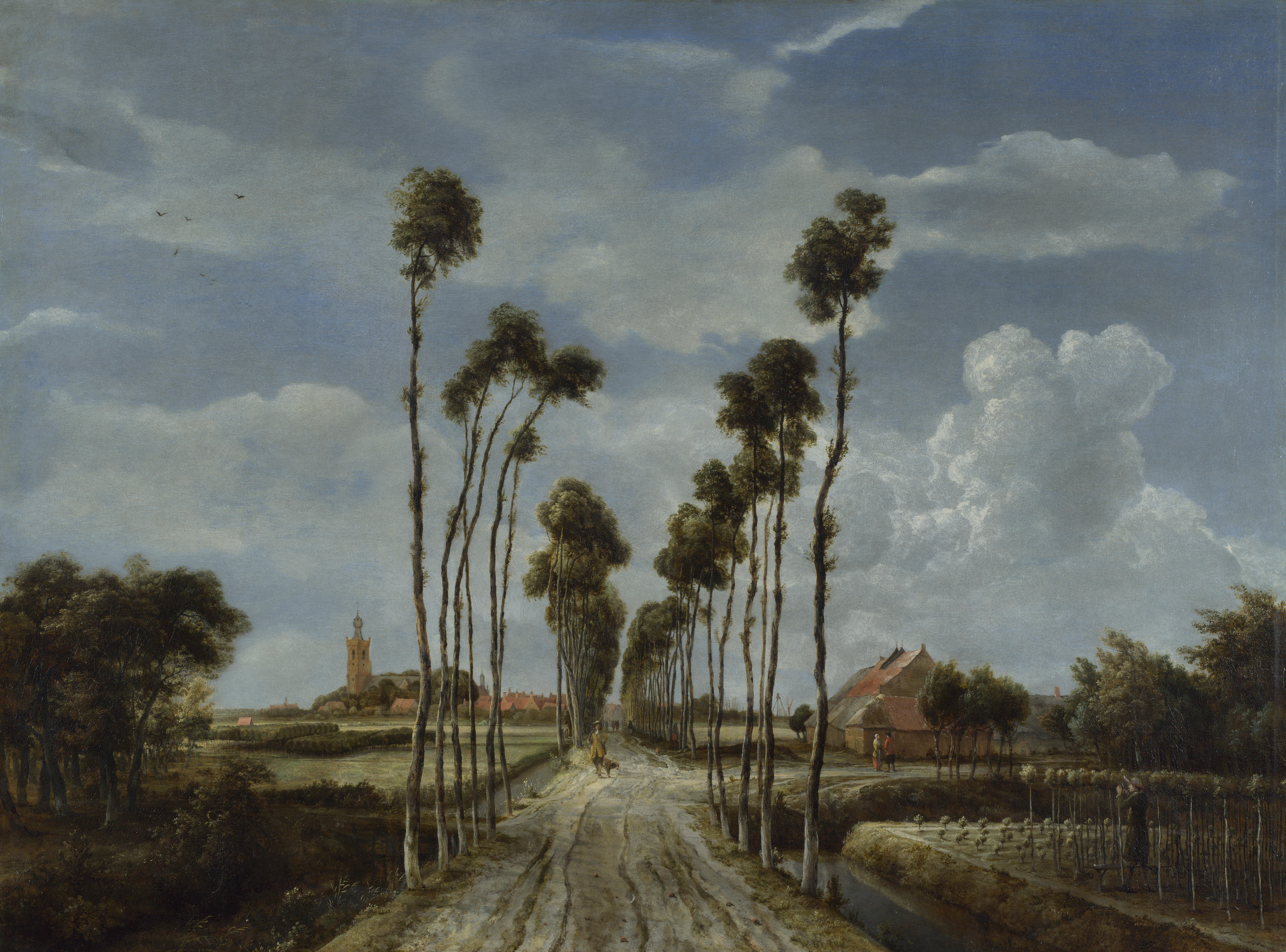
Hobbema's Het Laantje van Middelharnis (۱۶۸۹)

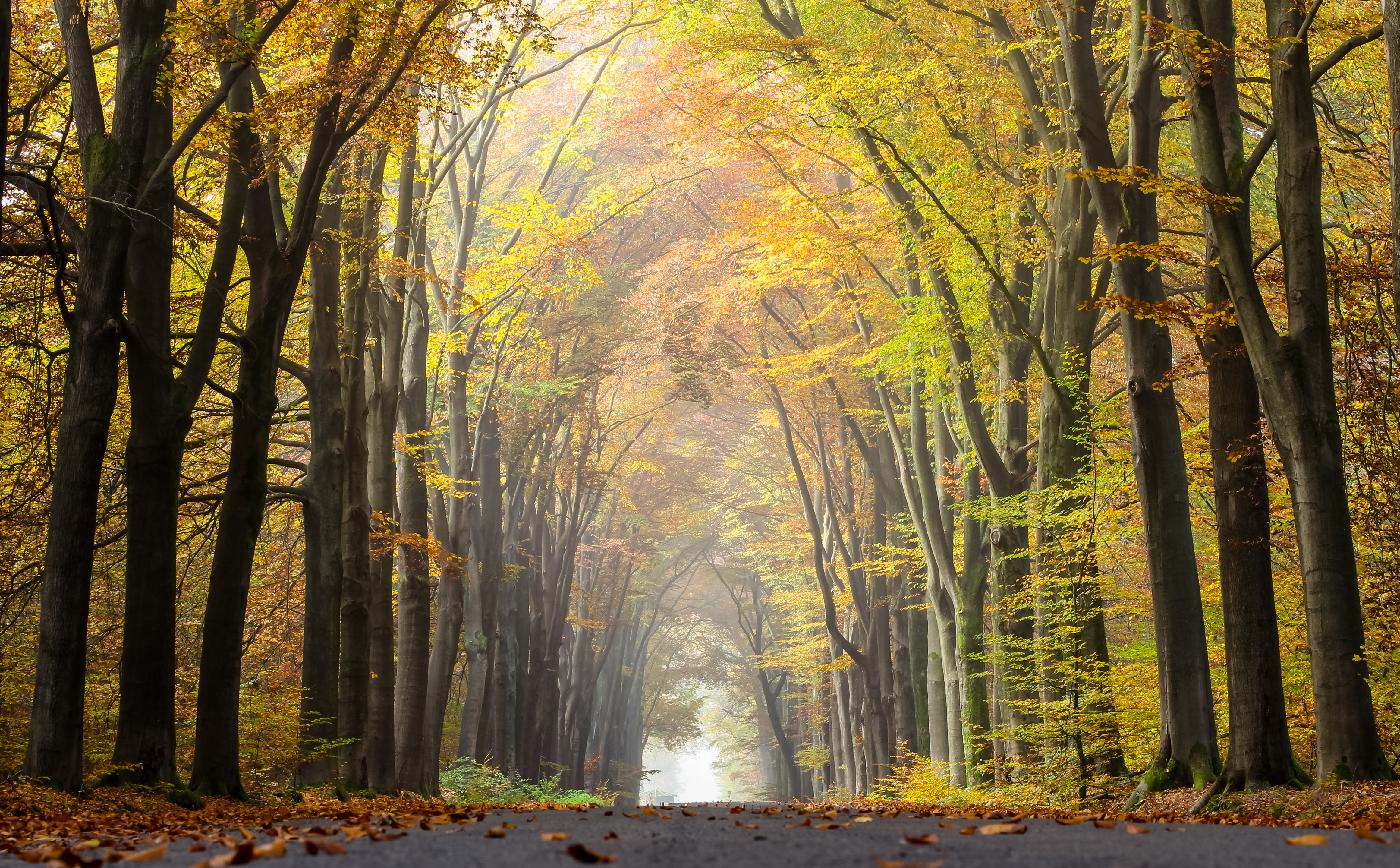
نگاره‌ای از یک منظر طبیعی در اوایل پاییز در پارکی در شهر دولمِن در ایالت نوردراین-وستفالن، آلمان.

خیابان‌های قدیمی «استاین فورتر باگو» به یک قلعه محلی می‌رسد که به عنوان یک مسیر دوچرخه رو استفاده می‌شود.
«اَوِنی-یو» به عنوان اسم خیابان در فرانسه، اسپانیایی (اَوِنیدا) و دیگر زبان‌ها به معنی یک خیابان مستقیم در یک شهر است، اغلب به عنوان قسمتی از یک نقشه بزرگ شهری مثل مدلسازی مجدد پاریس توسط «بارون هوس من»، یا «لنفات پلن» برای واشینگتن؛ «اَوِنی یو»‌ها به‌طور خاص راه‌های اصلی هستند. این الگو در ایالات متحده بسیار راجاست، در واقع همه آمریکا، اما در بریتانیا این امر راج نیست و این اسم به صورت تصادفی تری استفاده می‌شود، بیشتر برای خیابان‌های حومه شهر که در قرن ۲۰ ساخته شدند، خیابان «وسترن لاندن» یک شاه راه ترافیکی اصلی در شهر است اگرچه که زیاد هم مسیر مستقیمی ندارد.
در شهرهایی که یک سیستم نام گذاری شبکه‌ای دارند، مثل «بارو» در منهتن در نیویورک، ممکن است یک سنت برای نام گذاری خیابان‌های موازی با بزرگ راه‌ها در یک مسیر وجود داشته باشد– به ندرت شمال جنوب در مورد منهتن- در حالی که خیابان‌ها با زاویه ۹۰ درجه به بزرگ راه‌ها می‌رسند.
به ندرت شرق غرب در منهتن. در واشینگتن بزرگ راه‌ها از مرکز به صورت مورب در مسیر شبکه خیابان‌ها پراکنده می‌شوند، که از یک اسم خاص فرانسوی استفاده می‌کنند (در فرانسوی بولوار اغلب مسیر اصلی در امتداد مرکز شهر است). در فونیکس آریزونا، «اَوِنی یو»‌ها در گفتگو می‌توانند معنی «طرفِ غرب شهر» را بدهند، به علت تعداد زیادجاده‌های شمال-جنوب به نام «اَوِنی یو» در قسمت‌های غربی شهر، جدا از «خیابانهای» شرقی به وسیلهٔ یک «اونیوی مرکزی». به‌طور مشابه «اَوِنی یو» در سانفرانسیسکو کالیفرنیا به منطقه «ریچموند» و «سانست» اشاره دارد، دو همسایهٔ ساحل اقیانوس آرام، به ترتیب واقع در شمال و جنوب گلدن گیت پارک.
در محیط‌های شهری یا حومه ایِ انگلیسی زبان، «اَوِنی یو» همراه با «بولوار»، «میدان»، «درایو»، «لین»، «پِلِیس»، «جاده»، «خیابان»، «تراس»، «راه»، و غیره، یک کلمه رایج برای اسامی خیابان هاست، که هر کدام ممکن است بار معنایی متفاوت در رابطه با اندازه، اهمیت، یا کارایی خیابان داشته باشد.